# Jasujuki Muneta
Jasujuki Muneta (japonsky 棟田 康幸), (* 10. února 1981 Macujama, Japonsko) je bývalý reprezentant Japonska v judu.

## Sportovní kariéra
Na tatami budil od mladí velkou pozornost. Při výšce 170cm vážil kolem 130kg a jako bonus měl k dobru vynikající judistickou techniku. Zápasil však v době kdy japonská těžká váha měla velmi kvalitní zastoupení a o účast na olympijských hrách ho pokaždý některý z krajanů připravil. V roce 2004 dostal v nominaci přednost Keidži Suzuki a v roce 2008 Satoši Išii.

## Výsledky

### Váhové kategorie
| Turnaj            | 1998       | 1999       | 2000       | 2001       | 2002       | 2003       | 2004       | 2005       | 2006       | 2007       | 2008       | 2009       |
| Turnaj            | 17         | 18         | 19         | 20         | 21         | 22         | 23         | 24         | 25         | 26         | 27         | 28         |
| Turnaj            | těžká váha | těžká váha | těžká váha | těžká váha | těžká váha | těžká váha | těžká váha | těžká váha | těžká váha | těžká váha | těžká váha | těžká váha |
| ----------------- | ---------- | ---------- | ---------- | ---------- | ---------- | ---------- | ---------- | ---------- | ---------- | ---------- | ---------- | ---------- |
| Mistrovství světa |            | —          |            | —          |            | 1.         |            | 2.         |            | —          |            | úč.        |
| Asijské hry       | —          |            |            |            | 1.         |            |            |            | 1.         |            |            |            |
| Mistrovství Asie  |            | —          | 1.         | —          |            | —          | —          | —          |            | —          | —          | —          |
| Akademické MS     |            |            | 1.         |            |            |            |            |            |            |            |            |            |
| MS juniorů        | 2.         |            |            |            |            |            |            |            |            |            |            |            |

### Bez rozdílu vah
| Turnaj            | 1998 | 1999 | 2000 | 2001 | 2002 | 2003 | 2004 | 2005 | 2006 | 2007 | 2008 | 2009 |
| Turnaj            | 17   | 18   | 19   | 20   | 21   | 22   | 23   | 24   | 25   | 26   | 27   | 28   |
| ----------------- | ---- | ---- | ---- | ---- | ---- | ---- | ---- | ---- | ---- | ---- | ---- | ---- |
| Mistrovství světa |      | —    |      | 7.   |      | —    |      | —    |      | 1.   | úč.  |      |